# Samuel Glesel

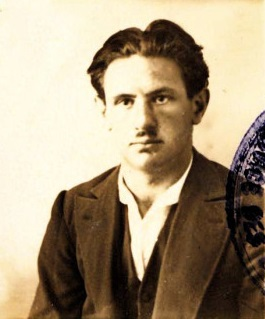
Passfoto Samuel Glesel, August 1930

Samuel Glesel (* 27. Junijul. / 10. Juli 1910greg. in Chrzanów, Österreich-Ungarn; † 5. November 1937 in Leningrad; Pseudonym: Sally Gles) war ein deutschsprachiger Journalist und Schriftsteller. 1937 wurde er Opfer des Großen Terrors während der stalinistischen Herrschaft in der Sowjetunion.

## Leben
Als jüngstes Kind jüdischer, 1912 aus Galizien eingewanderter Eltern wuchs er in Gotha (bis 1924) und in Berlin auf.
Ab Mitte der zwanziger Jahre war Samuel (Sammy) Glesel in Berlin Mitglied der jüdischen Jugendgruppe der „Schwarze Haufen“ unter der Führung von Hans Litten und Max Fürst, einer regional-politischen Gruppe der Kameraden, des ersten deutsch-jüdischen Wanderbundes innerhalb der jüdischen Jugendbewegung in Deutschland.
Glesel war Mitglied der KPD und schrieb für die Rote Fahne, die Welt am Abend und die Arbeiterstimme. 1932 folgte er seiner Lebensgefährtin, der Lehrerin und Kommunistin Elisabeth Wellnitz, in die Sowjetunion, in die wolgadeutsche Stadt Engels. Dort hatte Wellnitz eine Arbeit als Lehrerin für die deutsche Sprache angenommen. 1933/34 erfolgte der Umzug nach Leningrad, wo Wellnitz eine Dozenten-Stelle am Pädagogischen Institut im Smolny-Institut angeboten wurde. Sie wohnten im Gemeinschaftshaus („Deutsches Haus“) in der Detskaja Uliza Nr. 3. Nach dem Tod der Tochter Else (* 1932 Engels; † 1934 Leningrad) wurde im Juli 1935 Sohn Alex geboren.
Glesel schrieb für die Deutsche Zentral-Zeitung und war Redakteur der Leningrader Roten Zeitung. 1935 nahm er die sowjetische Staatsbürgerschaft an, nachdem er seine polnische Staatsbürgerschaft verloren hatte. Unter dem Pseudonym Sally Gles veröffentlichte er ein Drama, ein Schauspiel und zwei Erzählbände im Kiewer Staatsverlag der nationalen Minderheiten der UdSSR. 1934 veröffentlichte Glesel in dem russischsprachigen Sammelband Das faschistische Deutschland zwei kurze Erzählungen: Boi s Faschistami (Antifaschistische Aktion (S. 92–96)) und Smena (Schichtwechsel (S. 97–100)).
Im März 1934 nahm Glesel an der 1. Allunionskonferenz der sowjet-deutschen Schriftsteller teil, die vom 21. bis zum 25. März im Klub der ausländischen Arbeiter in Moskau durchgeführt wurde. Am Abend des 23. März/im Verlauf des 24. Märzes hielt Glesel (Gles) dort einen Redebeitrag zu den Schwierigkeiten, die für die in die Sowjetunion emigrierten deutschen Schriftsteller bestehen, sich mit sowjetischen Themen befassen zu können. Eine wichtige Voraussetzung für die Beherrschung dieses Themas wäre die Einbeziehung in die Praxis des sozialistischen Aufbaus.
Am Abschlusstag der Konferenz der sowjet-deutschen Schriftsteller am 25. März wurde neben den Schriftstellern Loos, Becher, Barta, Bach, Sawatzky, Ölberg, Saks, Beiser und Fichtner auch Glesel (Gles) als Delegierter zum Allunionskongress der Schriftsteller gewählt.
Vom 17. August bis zum 1. September 1934 fand im Säulensaal des Hauses der Gewerkschaften in Moskau der „Erste Allunionskongress der Sowjetschriftsteller“ statt. Insgesamt nahmen 377 Delegierte mit Beschlussberechtigung und 220 Delegierte mit Beraterstatus teil. Glesel ist unter Nummer 48 als Delegierter aus Leningrad mit Beraterstatus und Mitglied der Kommunistischen Partei der Sowjetunion in der Teilnehmerliste registriert.

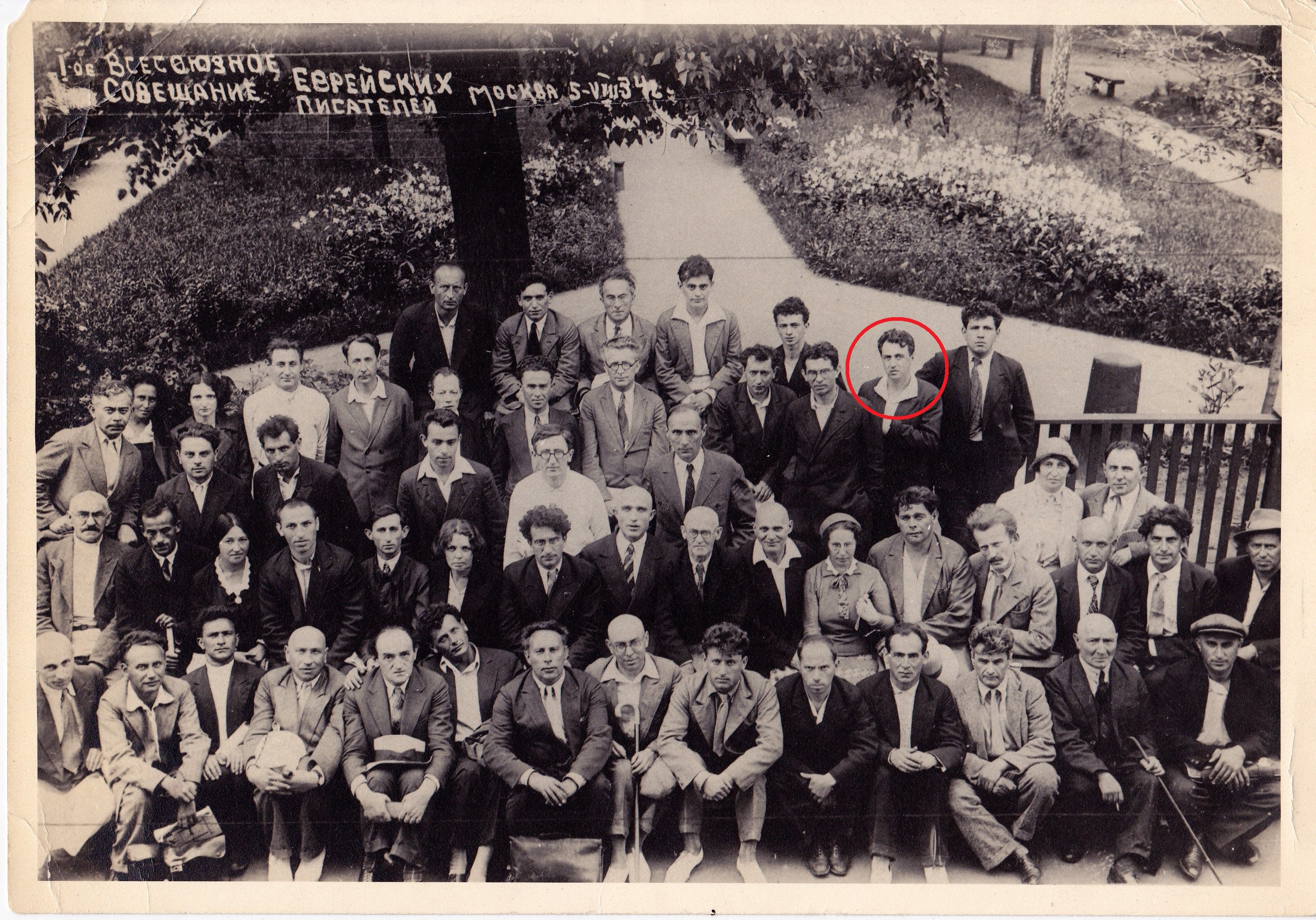
Samuel Glesel (4. Reihe, 2. von rechts) in der Gruppe der jüdischen Schriftsteller in Moskau am 5. August 1934 während des Ersten Allunionskongresses der Sowjetschriftsteller

Im Rahmen des Kongresses fand sich eine Gruppe der jüdischen Schriftsteller der Sowjetunion zusammen, die sich am 5. August 1934 auf einem Gruppenfoto abbilden ließen. Auf diesem Gruppenfoto befindet sich auch Samuel Glesel, und zwar in der vierten Reihe, als zweite Person von rechts.
Im September 1936 fand eine geschlossene Parteiversammlung der deutschen Kommission des Schriftstellerverbandes der UdSSR statt. Anschließend übte das KPD-Mitglied Erich Weinert vernichtende Kritik am jungen Kollegen Samuel Glesel in der Deutschen Zentralzeitung. Glesel wurde daraufhin aus dem sowjetischen Schriftstellerverband und der Partei ausgeschlossen, was ein Berufsverbot bedeutete. Am 4. September 1937 wurde er im Zuge der sogenannten Deutschen Operation während der Stalinschen Säuberungen verhaftet, am 29. Oktober zum Tode verurteilt und am 5. November erschossen. Die Erschießung erfolgte mit weiteren namentlich bekannten 99 Männern und Frauen, die in einem dafür abgesonderten Teil eines Waldgebietes in Lewaschowo bei Leningrad in Massengräbern vergraben wurden, gemeinsam mit weiteren ca. 40.000 Opfern des Stalinterrors zwischen 1937 und 1938 in Leningrad. Dort befindet sich heute der Gedenkfriedhof Lewaschowo; unter vielen anderen auch mit dem Gedenkstein für Samuel Glesel und der Gedenktafel für alle erschossenen Bewohner der Detskaja Uliza Nr. 3.
Im Juni 1958 wurde Samuel Glesel auf Antrag der Familie postum rehabilitiert. Die Rehabilitierungsurkunde des Leningrader Militärgerichts mit falscher Todesangabe (Herzversagen) und falschem Todeszeitpunkt (1944) war offensichtlich fingiert.
Erst 2003 wurde die tatsächliche Todesursache sowie der Zeitpunkt der Erschießung durch das Zentrum für Wiedergegebene Namen bei der Russischen Nationalbibliothek in St. Petersburg offengelegt. Unter der dortigen Leitung von Anatolij Jakowlewitsch Rasumow, wurde im Leningrader Martyrolog 1937–1938, Bd. 3, November 1937; auch die wahre Geschichte von Samuel Glesel veröffentlicht.

## Familie
Elisabeth Wellnitz wurde nach Kriegsbeginn 1941 nach Kasachstan verbannt und arbeitete in einem Steinkohlebergwerk in Karaganda, 1955 kehrte sie nach Deutschland – in die DDR – zurück. Ein Jahr später folgte ihr der Sohn Alex nach, der aus Leningrad von 1941 bis 1948 in ein Kinderheim in Sibirien evakuiert gewesen war. Anschließend arbeitete auch er in Karaganda im Kohlebergwerk. Alex Glesel heiratete 1961 in Berlin Inge Hähnel, die Tochter von Walter Hähnel (1905–1979).

## Ehrung
- 2011 Gedenktafel für Samuel Glesel und 27 weitere Frauen und Männer aus dem gleichen Wohnhaus Detskaja Uliza 3, die unter falschen Anschuldigungen ermordet wurden oder in einem Straflager umkamen und postum rehabilitiert wurden, auf dem Lewaschowo-Gedenkfriedhof für die Opfer stalinistischen Terrors
- 2015 Errichtung eines Gedenksteines durch die Familie des Sohnes Alex Glesel in Lewaschowo
- seit 2015 Gedenktafel auf dem jüdischen Friedhof in Gotha errichtet von der Stadt Gotha

Gedenken
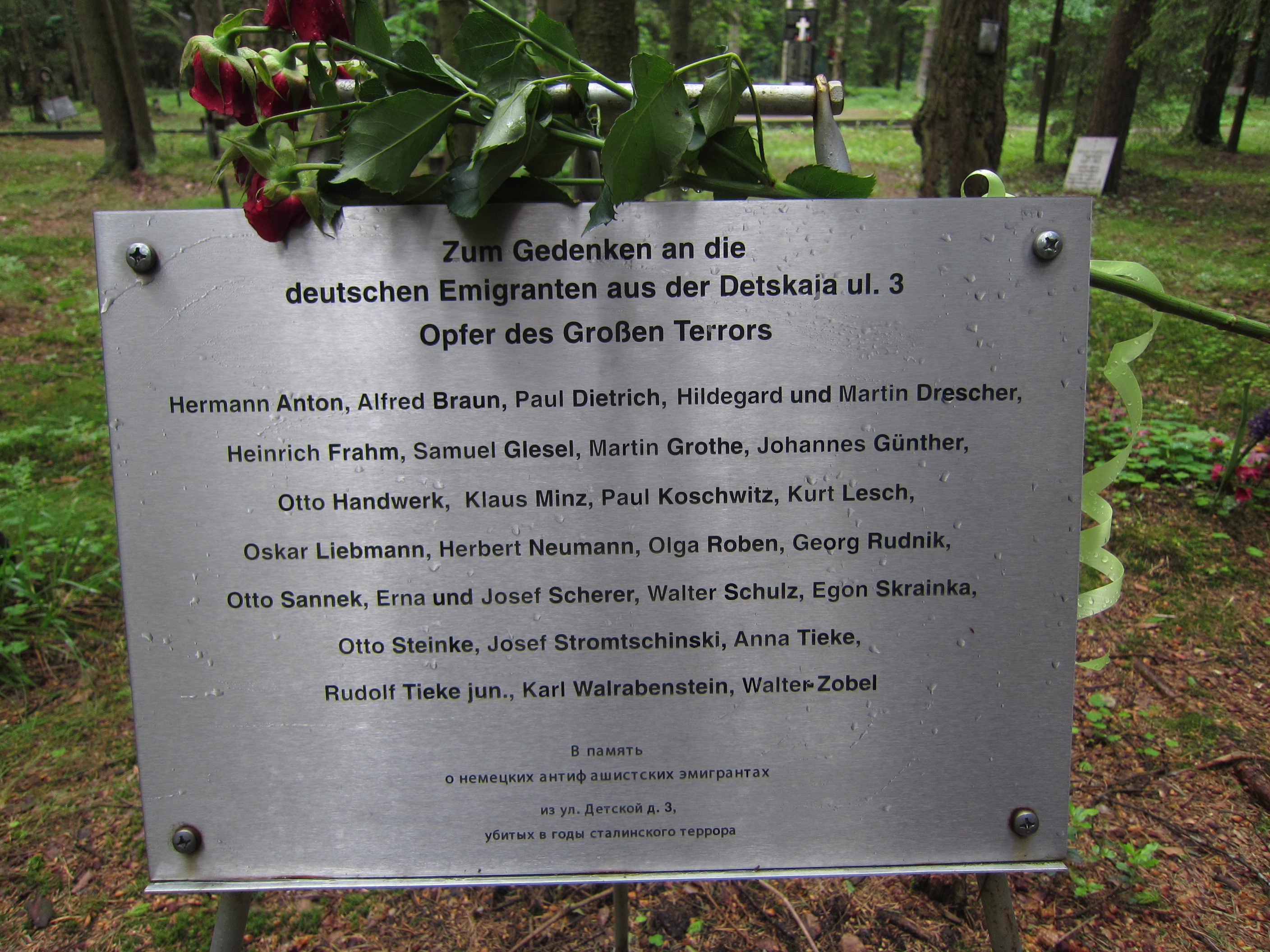
Gedenktafel für die deutschen Emigranten aus der Detskaja Ul. 3, Opfer des großen Terrors, aufgestellt in Lewaschowo 2011
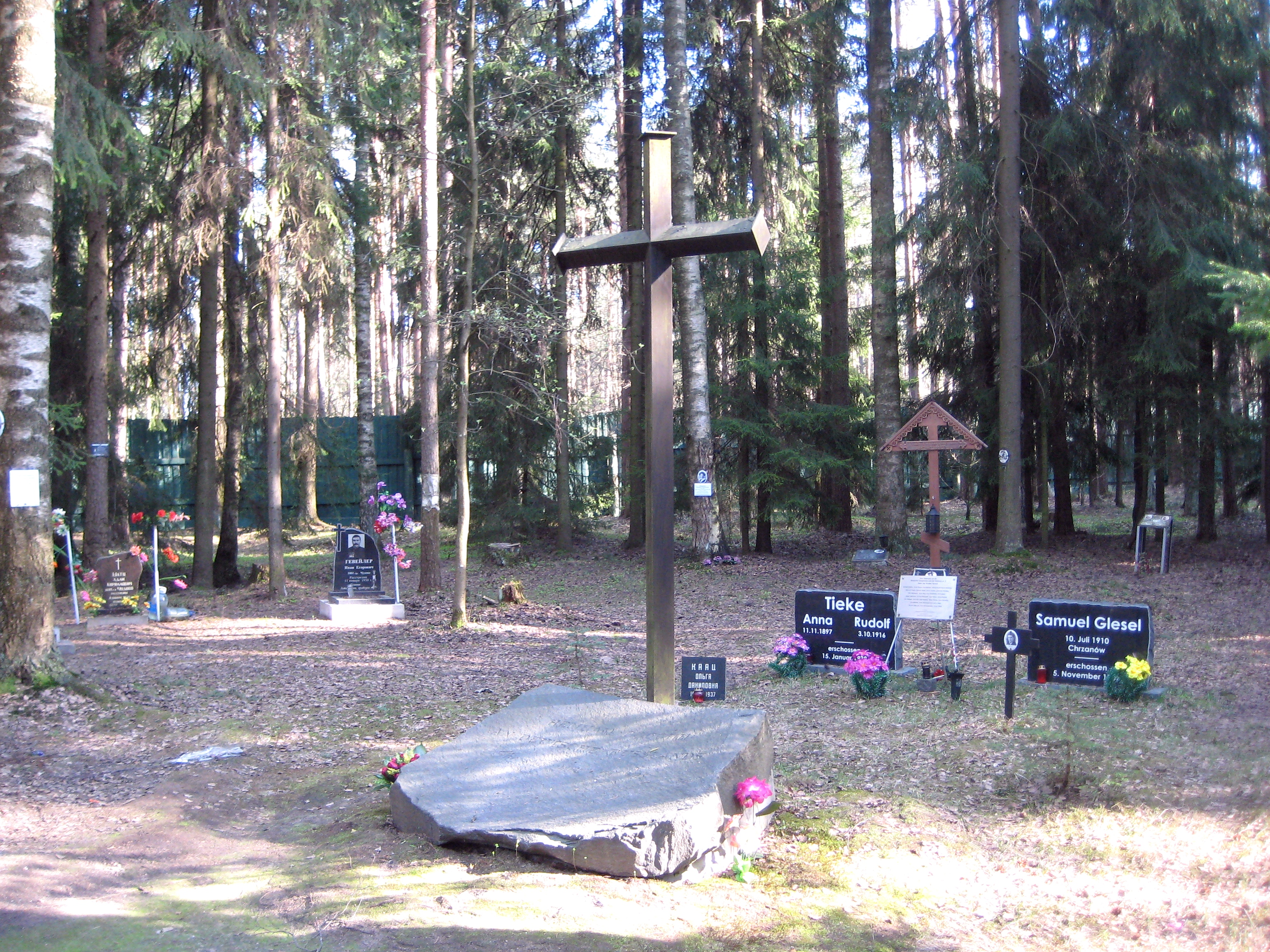
Gedenkstätte für deutsche Opfer des Stalinismus auf dem Lewaschowo-Gedenkfriedhof, darunter Gedenkstein für Samuel Glesel (2016)
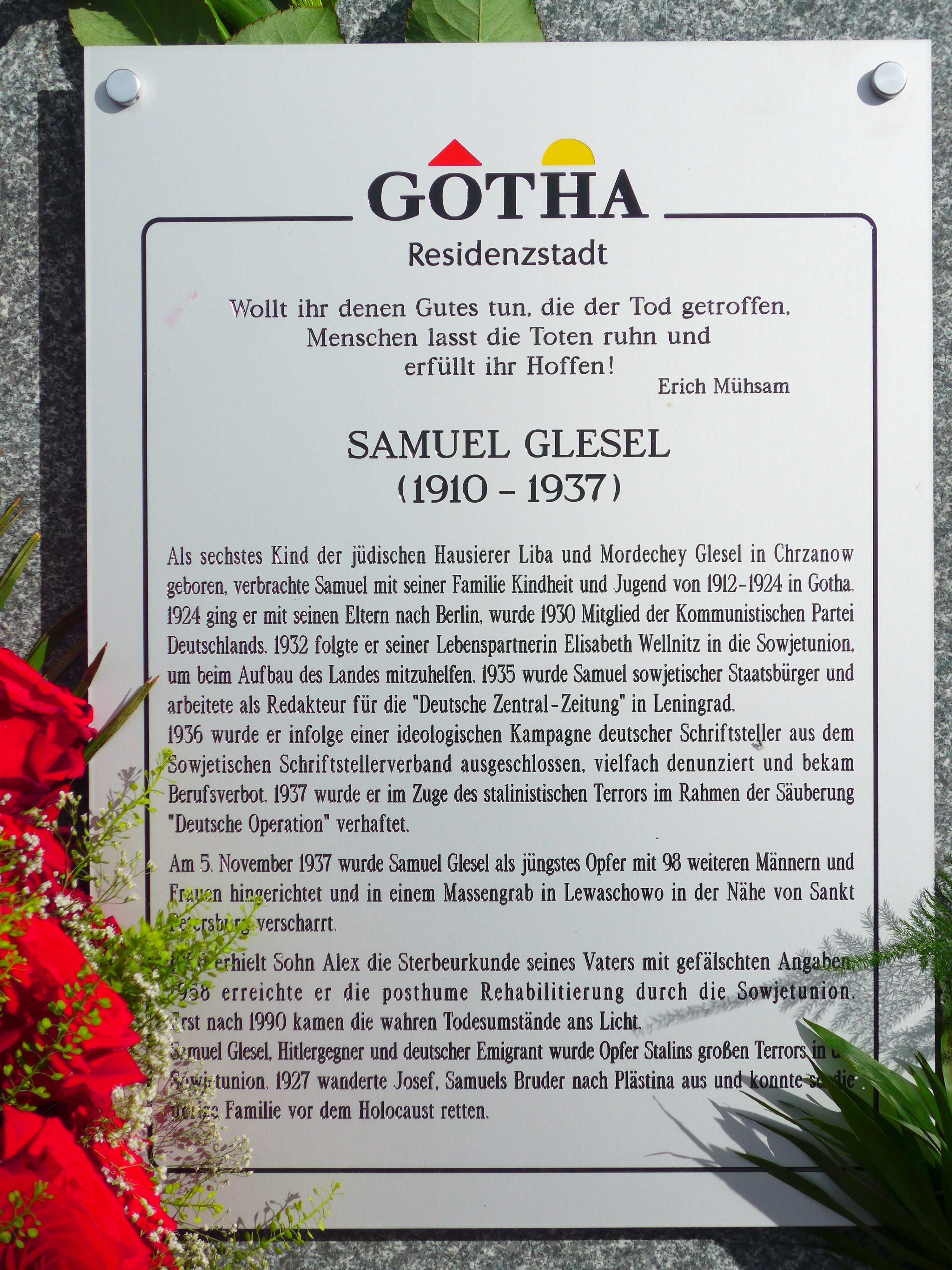
Gedenktafel für Samuel Glesel auf dem jüdischen Friedhof in Gotha, 10. Juli 2015

## Werke
- Verboten, Drama, Charkow 1933, veröffentlicht in der Zeitschrift Der Sturmschritt
- Mord im Lager Hohenstein. Berichte aus dem Dritten Reich, Mitautor, Moskau 1933
- Faschistkaja Germania [Das faschistische Deutschland], Sammelband, [enthält die Beiträge Boi s Faschistami (Antifaschistische Aktion) und Smena (Schichtwechsel) von Samuel Glesel], hrsg. von Fritz Heckert, [russ.], Verlag Ukrainischer Arbeiter, Charkow 1934
- Deutschland erwacht, Erz., Red. Karl Weidner, Engels 1935
- Deutschland gestern und heute, Erz., Kiew 1935
- Verboten, Mai-Schauspiel in drei Akten, Kiew-Charkow 1935
- Kampf. Deutsche, revolutionäre Dichter gegen Faschismus. Sammlung für Kinder mittleren Alters, Zeichnungen von Heinrich Vogeler, Mitautor, Charkow 1935

Sammelband mit Beiträgen von Samuel Glesel
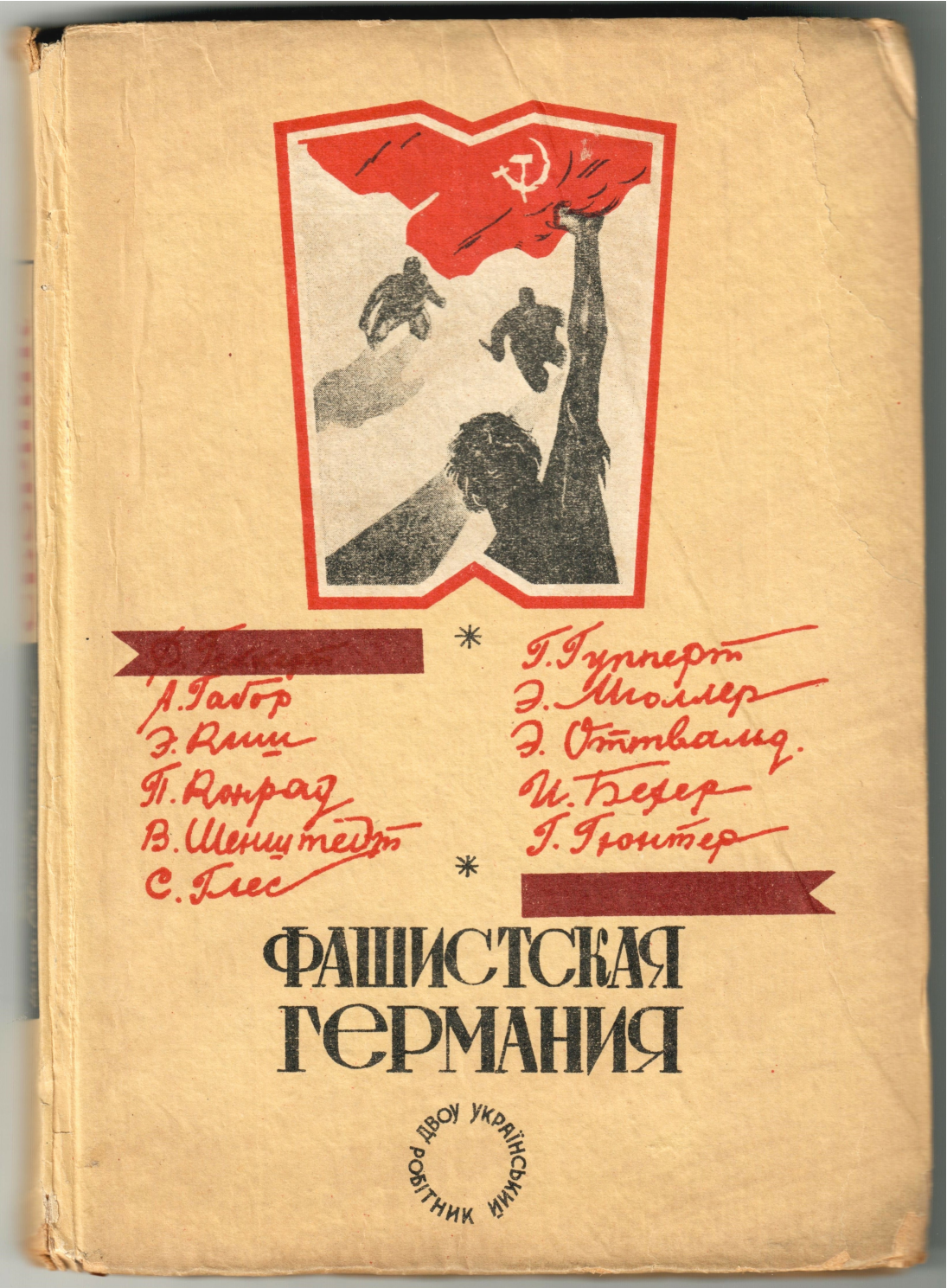
Buchdeckel Faschistkaja Germanija mit Nennung S. Gles (С. Глес)
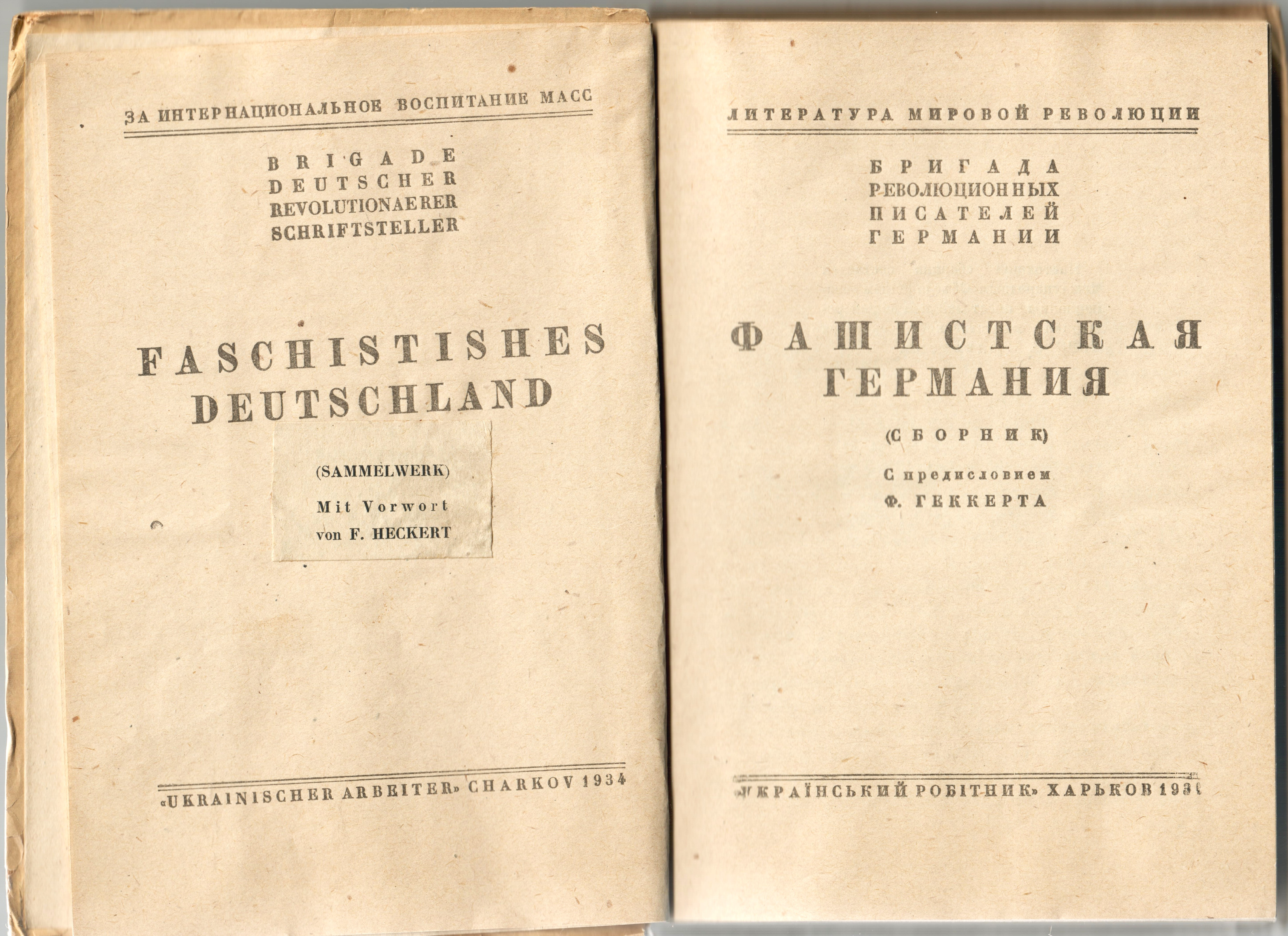
Titelseiten Faschistkaja Germanija, Charkov, 1934
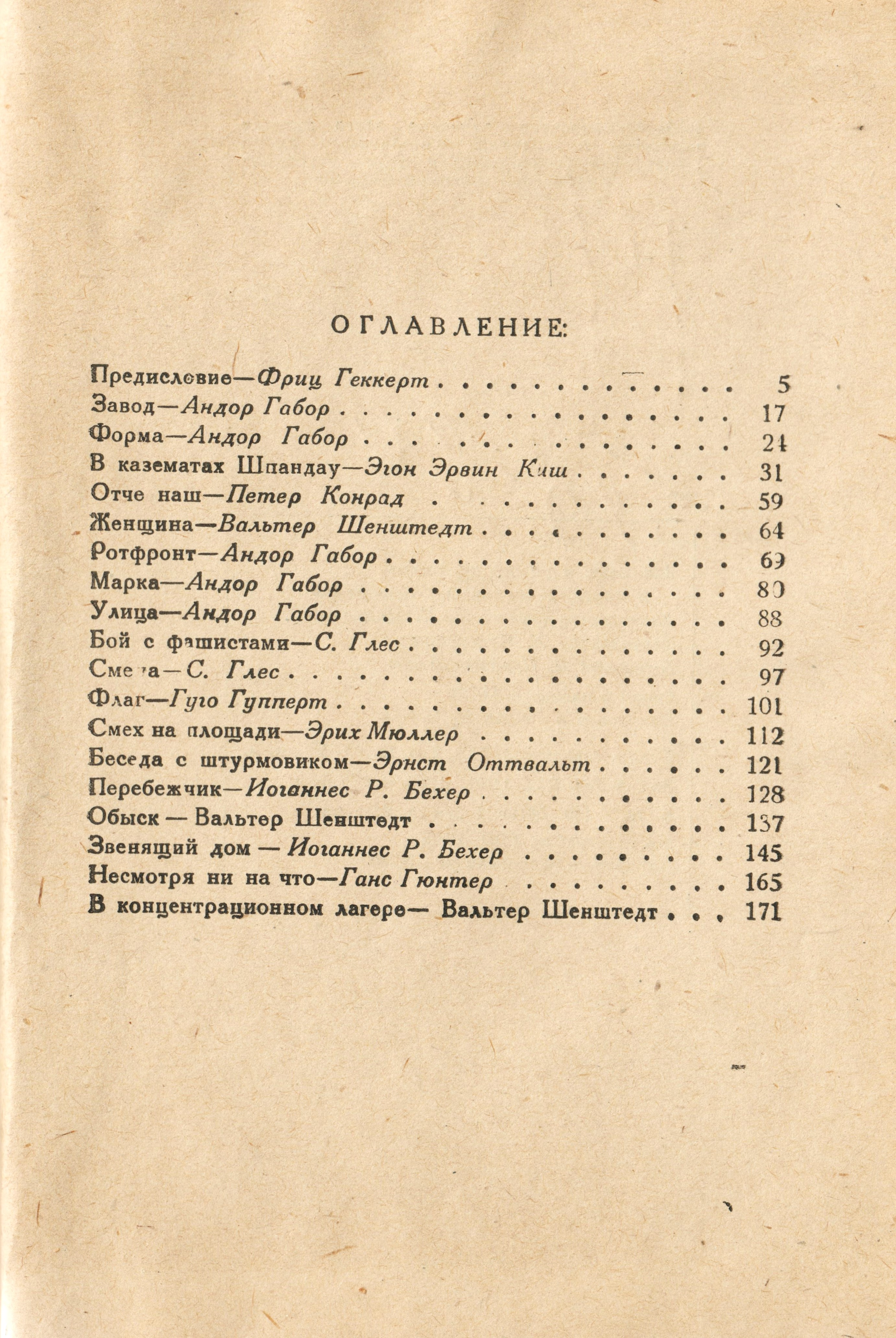
Inhaltsverzeichnis Faschistkaja Germanija mit zwei Erzählungen S. Gles (С. Глес)